# لورینتس روزیر
لورینتس روزیر (انگلیسی: Loreintz Rosier؛ زادهٔ ۱۴ اوت ۱۹۹۸) بازیکن فوتبال اهل فرانسه است.